# Serre-lès-Puisieux
Serre-lès-Puisieux is een gehucht in de gemeente Puisieux in het Franse departement Pas-de-Calais. Het ligt zo'n twee kilometer ten zuidwesten van het dorpscentrum van Puisieux,

## Geschiedenis
Oude vermeldingen van de plaats dateren uit de 13de eeuw als Sers en Sairre. Serre had een eigen heerlijkheid en een kapel, gewijd aan de Heilige Maagd, een hulpkerk van Puisieux-au-Mont. De plaats lag aan de grens van Artesië en hing af van de graaf van Bucquoy.
Op het eind van het ancien régime werd Serre bij de oprichting van de gemeenten ondergebracht in de gemeente Puisieux.
In de Eerste Wereldoorlog lag Serre aan het front. Het dorp was in Duitse handen bij de Slag aan de Somme in 1916. Het was het noordelijke punt van de aanvalszone in die slag.

## Bezienswaardigheden
- Het 12th Yorks & Lancs Memorial Memtorial, een oorlogsmonument voor het 12th York & Lancaster Regiment (Sheffield City Battalion).
- In de directe omgeving liggen nog diverse militaire begraafplaatsen, herdenkingsplaatsen en monumenten uit de Eerste Wereldoorlog, op het grondgebied van de gemeenten Puisieux, Hébuterne en Beaumont-Hamel.